# Коркино
Коркино — город в Челябинской области России, административный центр Коркинского муниципального округа. Муниципалитет в составе агломерации Большой Челябинск. Город расположен на Южном Урале, в 35 км от областного центра города Челябинска.
В городе расположена одноимённая железнодорожная станция на неэлектрифицированной ветке от участка Челябинск — Троицк Уральского хода Южно-Уральской железной дороги.

## История
Как населённый пункт Коркино возникло в середине XVIII века. Это была небольшая деревня, расположенная в 14 верстах от Еткульской крепости, на оживлённой степной дороге из Челябинской крепости в Оренбург и Верхнеяицкую крепость, на реке Чумляк. По одной из версии, в названии закрепилась фамилия четырёх братьев Коркиных, государственных крестьян, уроженцев д. Коротковой города Шадринска, пожелавших исполнять казачью службу в Челябинской крепости в 1736 году. Однако более широкое распространение получила другая версия возникновения поселения. Согласно легенде, Коркино был основан в 1746 году беглым каторжанином Афанасием Коркиным, черемисом по национальности. Он поселился на берегу реки Чумляк подальше от любопытных глаз. Вскоре к Коркиным начали подселяться родичи его жены Марфы из Еткульской крепости, а заимка постепенно превратилась в небольшой посёлок.
В 1931 году рядом с посёлком было открыто угольное месторождение. В 1934 году был сдан в эксплуатацию Коркинский угольный разрез. Это самый большой угольный разрез в Европе (хотя при этом Коркино географический расположено в Азии) и второй по величине в мире. 2 октября 1942 года шахтёрские посёлки были объединены в город областного подчинения Коркино.
В 1943 году в Коркине начал работать стекольный завод.
В октябре 2024 года в городе произошли беспорядки из-за убийства женщины-таксиста, предположительно, представителями цыганской диаспоры. Жители города после этого вышли на улицы и стали громить дома, которые принадлежат цыганской диаспоре.

## Население
| 1939    | 1959    | 1967    | 1970    | 1979    | 1989    | 1992    | 1996    | 1998    |
| ------- | ------- | ------- | ------- | ------- | ------- | ------- | ------- | ------- |
| 11 600  | ↗84 962 | ↘83 000 | ↘70 890 | ↘63 253 | ↘45 198 | ↘44 500 | ↘41 600 | ↗41 900 |
| 2002    | 2003    | 2005    | 2006    | 2007    | 2008    | 2009    | 2010    | 2011    |
| ↘41 501 | ↘41 500 | ↘39 900 | ↘39 400 | ↘38 900 | ↗40 266 | ↘38 076 | ↗38 597 | ↘38 499 |
| 2012    | 2013    | 2014    | 2015    | 2016    | 2017    | 2018    | 2019    | 2020    |
| ↘38 033 | ↘37 333 | ↘36 219 | ↘35 516 | ↘35 186 | ↘34 967 | ↘34 672 | ↘34 166 | ↘34 014 |
| 2021    | 2023    |         |         |         |         |         |         |         |
| ↗37 224 | ↘36 591 |         |         |         |         |         |         |         |

На 1 января 2025 года по численности населения город находился на 421-м месте из 1124 городов Российской Федерации.

## Экономика
Добыча угля прекращена с 2017 года, действуют кондитерская фабрика, стекольный завод, завод железобетонных изделий, экскаваторо-вагоноремонтный завод, молочный завод (закрыт в 2007 году.). В 2009 году было открыто крупнейшее в УрФО предприятие по производству гофрокартона и гофротары ООО "Фабрика «Южуралкартон». В 2012 году началось строительство завода крановых деталей в районе посёлка Керамиков и литейного завода в Северо-Западном микрорайоне, между Тимофеевкой и отвалом Коркинского разреза. Но в 2017 году начали закрывать старый завод возле разреза. Предполагаемая причина: очистка города от отходов завода.
Рядом с городом расположен угольный разрез. На 2023 год его глубина составляла 493 м. Коркинский угольный разрез открыли весной 1931 года. Уже в августе буровики наткнулись на пласт мощностью 100 метров, а чуть позже — 200 метров. На тот момент пласты угля такой мощности не были известны. Разрез строился несколько лет. Вскрышные работы проводили вручную, с помощью обушков, а позднее стали применять взрывы. В историю вошёл знаменитый Коркинский взрыв, готовившийся более полугода и сопровождавшийся эвакуацией города. 16 июля 1936 года ровно в 10 часов по московскому времени был произведён взрыв. Масса поднятого грунта достигла более полукилометровой высоты, взрывом было выброшено около миллиона кубических метров земли, сам взрыв зафиксировали все сейсмические станции мира. Отвалы горной породы из разреза занимают огромную территорию и вытянулись вдоль федеральной автодороги А310 более чем на 1 км.
Малый бизнес города представлен сетью малых предприятий (376) и индивидуальными предпринимателями (более 2500). Их оборот а 2007 году составил более 935,9 млн руб. Удельный вес малого бизнеса в общем объёме отгружённой продукции равен 17 %.

## Экологическая обстановка
Вследствие того, что Коркино является промышленным городом с большим количеством заводов, экологическая ситуация в городе является особенно острой. Воздух города низкого качества. Город является неблагоприятным для проживания из-за загрязнения атмосферы. До 2017 г. в штиль город накрывало газовой шапкой выделяемой угольным разрезом, на конец 2018 г. ситуация улучшилась, согласно официальной версии, разрез перестал газовать. Жители города обеспокоены возможным загрязнением окружающей среды после выхода на полную мощность Томинского горно-обогатительного комбината. Для полного понимания экологической обстановки необходимо учитывать приближённость г. Коркина к г. Челябинску, всего 45 км по автодорогам. В 2024 произошел фекальный потоп в следствие которого произошли многочисленные протесты.

## Транспорт

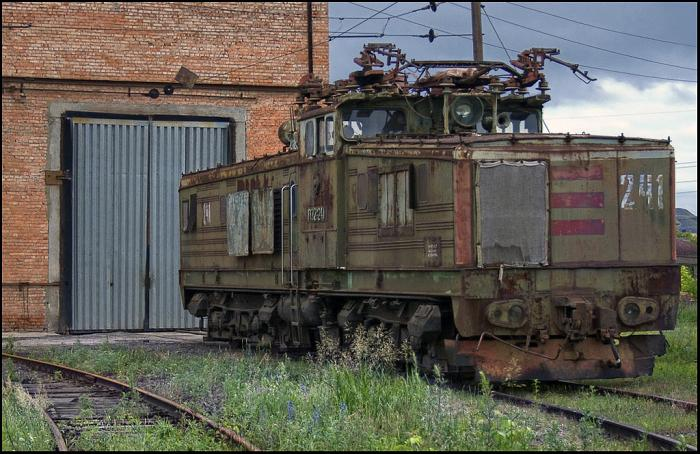
Промышленный электровоз ПЭ2^{м}-241 в депо Коркино

В городе находится железнодорожная станция Коркино. На станции имеется железнодорожный вокзал, ранее ходил пригородный поезд Коркино — Челябинск, также ходили грузовые электропоезда на Коркинский угольный разрез, в 2013 году была демонтирована контактная сеть, но пути ещё не разобраны, в случае необходимости тепловозы перевозят по ним уголь, также ездят грузовые составы в Дубровку[уточнить].
Рядом с Коркино проходит федеральная автодорога A-310 (ранее М-36) Челябинск — Троицк — граница с Республикой Казахстан. Основным транспортом в Коркине являются автобусы и маршрутные такси, на данном транспорте можно добраться в любую точку города по цене 23 рубля (начало 2020 года), основными перевозчиками являются ООО «Коркинское АТП», ООО «Фаворит». Также действует такси, проезд на данном транспорте по городу составляет 60 рублей (апрель 2019 года), было 50 рублей (январь 2010), существует множество перевозчиков.
В городе действует канатная дорога на угольный разрез для его работников. Также проводятся экскурсии на вертолётах, чтобы увидеть угольный разрез с высоты птичьего полёта.

## Предприятия и организации
- ПСК «Южуралпромстрой»,
- ООО "Фабрика «Южуралкартон»,
- Коркинский угольный разрез Челябинской угольной компании (закрыт),
- АО «Коркинский авторемонтный завод»,
- ООО «Коркинский стекольный завод»,
- КРООЛЖР «Радужный Мир»,
- транспортная компания «Транс-авто Челябинск»,
- Коркинский экскаваторо-вагоноремонтный завод,
- ООО «Коркинское автотранспортное предприятие»,
- ООО «Люмари»,
- ООО «Телком»,
- ООО «Коркинский завод теплоизоляционных изделий» (закрыт),
- ООО "Коркинский завод «Динамо»,
- Томинский горно-обогатительный комбинат Русской медной компании.

## Учебные заведения

### Высшие
На сегодняшний день в г. Коркине нет высших учебных заведений.

### Средне-специальные
- Коркинский горно-строительный техникум (КГСТ),
- филиал Челябинского государственный колледж индустрии питания и торговли (ЧГКИПиТ).

### Школы
- МОУ «СОШ № 1 имени Героя России С. А. Кислова»,
- МОУ «СОШ № 2»,
- МОУ «НОШ № 3»,
- МОУ «ООШ № 4»,
- МОУ «ООШ № 5»,
- МОУ «НОШ № 7»,
- МОУ «ООШ № 6»,
- МОУ «ООШ № 8»,
- МОУ «СОШ № 9»,
- МОУ «ООШ № 10»,
- МОУ «ООШ № 11»,
- МОУ «ООШ № 14»,
- МОУ «ООШ № 19».

## Учреждения дополнительного образования
- Детская школа искусств,
- центр дополнительного образования детей,
- детско-юношеская спортивная школа.

## Культурные учреждения
- Киноклуб им. Горького.
- ДК «Горняк».
- Татаро-башкирский национально-культурный центр.
- Немецкий культурный центр.
- Еврейская община.

## Фотогалерея

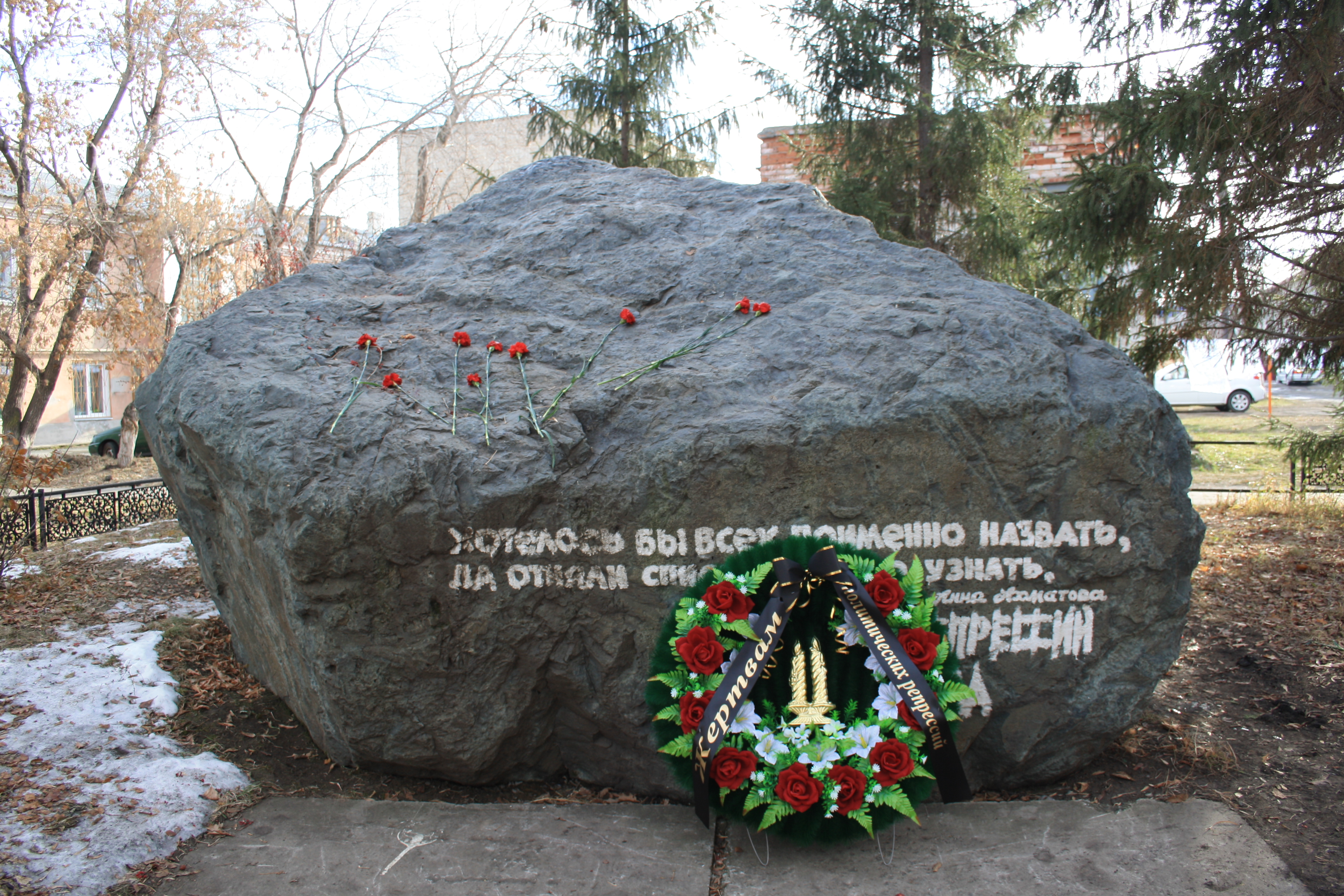
Памятный камень жертвам репрессий. г. Коркино

## Религия
Православные храмы
- Церковь Петра и Павла

Протестантские общины
- Дом молитвы христиан веры евангельской «Слово Божие»

Мечети
- Мечеть

## Спортивные команды
- Женская хоккейная команда «Факел»,
- детская хоккейная команда «Умка»,
- хоккейная команда «Коркино»,
- футбольная команда «Шахтёр»,
- .Баскетбольная команда «Океан».

## Известные уроженцы
- Анатолий Букреев — легендарный русский высотный альпинист.
- Кротов, Александр Валентинович — мастер спорта международного класса (самолётный спорт).
- Елисеев Евгений — бывший член Совета Федерации.
- Вяткин Дмитрий — депутат Государственной Думы РФ V созыва..
- Елена Скрынник — министр сельского хозяйства РФ (2009—2012).
- Сергей Кислов — Герой Российской Федерации.
- Леонид Новицкий — российский гонщик, экс-пилот команды BMW X-Raid, обладатель Кубка Мира FIA по ралли-рейдам 2010—2011 годов, бронзовый призёр Ралли Дакар 2013 года[32].
- Кердан, Александр Борисович — сопредседатель правления Союза писателей России, координатор Ассоциации писателей Урала, поэт и прозаик, лауреат Большой литературной премии России, международных и всероссийских литературных премий, почётный гражданин города Коркина.
- Артемий Панарин — нападающий сборной России по хоккею, чемпион мира среди молодёжных команд 2011 года. Обладатель Кубка Континента и бронзовой медали чемпионата России в составе СКА. Обладатель Кубка Гагарина сезона 2014—2015 гг. в составе СКА. Обладатель «Колдер Троффи» 2015 — приза лучшему новичку НХЛ в составе «Чикаго Блэк Хокс».
- Николай Шумаков — заслуженный архитектор России, главный архитектор института «Метрогипротранс», президент союза московских архитекторов, академик Российской академии художеств, академик Международной академии архитектуры.
- Борис Александрович Стаценко, оперный певец (баритон), с 1990 года — солист Большого театра России, с 1993 — солист Немецкой оперы на Рейне, заслуженный артист Российской Федерации.
- Могильников, Юрий Гурьянович — советский и российский хоккеист и хоккейный тренер, заслуженный тренер РСФСР.

## Городские печатные издания
- Газета «Горняцкая правда»,
- общественно-политическая газета «Станица 74»,
- городская газета «Мой Коркино в каждый дом».

## Книги о Коркино
- «Казачья деревня» книга (1930 г., составитель М. Голубых).
- «Коркино: краткий очерк» брошюра (1947 г., составители И. Осауленко и П. Усынин).
- «Новаторы производства» брошюра (1953 г., составитель В. Мелентьев).
- «Коркино — город угольщиков» книга (1960 г., составитель Б. Мещеряков).
- «Слово шахтёра» брошюра (1977 г., составитель Г. В. Михайличенко).
- «Шахта под солнцем» книга (1985 г., составители Ю. Никитин и Ю. .Подкорытова).
- «Коркино» книга (1992 г., составитель Е. Корсунова).
- «Коркинский угольный разрез» книга (2000 г., составители И. А. Тынтеров, Ю. М. Кузьменко, Г. Г. Ширкин).
- «Спортивная хроника» (2000 г.).
- «Коркино» (2002 г., составитель Л. К. Суслова).
- «Коркино спортивный» (2002 г.).
- «Коркино» (Трудный уголь посёлка) (2004 г. составитель В. В. Цицер).
- Коркино — наш дом (2007 г., составитель Л. К. Суслова).
- Ими гордится Коркинский муниципальный район (2015 г.).